# Die glücklichen Jahre der Thorwalds
Die glücklichen Jahre der Thorwalds ist ein als Familienchronik gestalteter, deutscher Spielfilm aus dem Jahre 1962 mit Elisabeth Bergner in der Hauptrolle. Regie führten John Olden und Wolfgang Staudte.

## Handlung
Während einer großangelegten Geburtstagsfeier im Jahre 1913 gibt sich die früh verwitwete Prinzipalin der Thorwald-Familie der Illusion über ihre sechs Kinder hin. Sie glaubt, dass mit dem Vermögen ihres verstorbenen Mannes alle abgesichert seien und sie ihren aufwendigen Lebensstil fortsetzen könne. Zu diesem Ehrentage hat Frau Thorwald all ihre Lieben um sich versammelt. Nur eine Person missfällt ihr ganz und gar: ein gewisser Ernst Bieber, der von Dr. Schaub, dem Vermögensverwalter der Familie, in selbige eingeführt wurde. Bieber erscheint der alten Thorwald als nicht standesgemäß und dessen Manieren nicht als comme il faut.
19 Jahre später hat sich die Familie erneut versammelt. Von den im Überschwang geäußerten Voraussagungen, Wünschen und Träumen der Familienmitglieder ist nach einem verlorenen Weltkrieg und den unruhigen Zeiten während der Weimarer Republik nur wenig geblieben. Enttäuschung und Desillusionen haben sich breitgemacht. Die meisten der Thorwalds sind auf ganzer Linie gescheitert, lediglich jener als Mesalliance empfundene Bieber, der eine der Thorwald-Töchter geheiratet hat, blickt auf eine glänzende Karriere zurück. Diese ermöglicht ihm jetzt, sich auf subtile Weise für den Hochmut und die Demütigungen der standesbewussten Großbürgerfamilie zu rächen.

## Produktionsnotizen
Den glücklichen Jahren der Thorwalds lag das Bühnenstück Die Zeit und die Conways von John Priestley zugrunde. Die Dreharbeiten fanden zwischen dem 27. August und dem 1. Oktober 1962 in Hamburg statt. Als Atelier diente das Studio Hamburg-Wandsbek.
Der am 16. November 1962 uraufgeführte Film markierte das deutschsprachige Comeback der seit 1933 in Großbritannien lebenden Schauspielerin Elisabeth Bergner. Sie erhielt für ihre Leistung am 23. Juni 1963 in Berlin das Filmband in Gold in der Rubrik Beste Hauptdarstellerin.
John Olden erlitt während der Dreharbeiten einen Herzinfarkt und musste ersetzt werden. Sein Kollege Wolfgang Staudte übernahm die Regie und inszenierte etwa zwei Drittel des Films.
Das Ehepaar Mathias Matthies und Ellen Schmidt schuf die Filmbauten, Werner Schlagge sorgte für den Ton.
Der Film wurde am 1. Juni 1968 im ZDF erstmals im Fernsehen ausgestrahlt und seitdem mehrfach dort (1986, 1992) und in der ARD (1979) wiederholt.

## Kritik
Das Handbuch Filme 1962/64 schrieb: „Aus Priestleys Bühnenstück 'Die Zeit und die Conways' wurde eine langweilige, ins Deutschland der Kaiserzeit übertragene Familienchronik mit einem unbefriedigenden Comeback Elisabeth Bergners“.
Das Lexikon des internationalen Films meinte, es handele sich um „kaum mehr als veraltete Unterhaltung“.
Zu einer ähnlichen Einschätzung kommt der Evangelische Film-Beobachter: „Kein Charakterbild, sondern nur wehmütige Erinnerungen an ein als unvermeidlich geltendes Schicksal, ohne Bezug zur Gegenwart herkömmlich verfilmt.“